# IPhone 6s
iPhone 6S и iPhone 6S Plus (стилизованные и продаваемые как iPhone 6s и iPhone 6s Plus) — смартфоны, разработанные и продаваемые Apple Inc. Это девятое поколение iPhone. О них было объявлено 9 сентября 2015 года в зале Билла Грэма Civic Auditorium в Сан-Франциско генеральным директором Apple Тимом Куком, предварительные заказы начались 12 сентября, а официальный выпуск состоялся 25 сентября 2015 года. iPhone 7 и iPhone 7 Plus вышли 7 сентября 2016 года и были сняты с производства с анонсом iPhone XS, iPhone XS Max и iPhone XR 12 сентября 2018 года.
iPhone 6S имеет дизайн, аналогичный iPhone 6, но включает в себя обновленное оборудование, в том числе усиленный корпус из алюминиевого сплава серии 7000 и модернизированную систему Apple A9 на кристалле, новую 12-мегапиксельную заднюю камеру, которая может записывать видео до 4K со скоростью 30 кадров в секунду. впервые в серии может делать динамические «живые фотографии», первое увеличение разрешения фотографий на фронтальную камеру со времен iPhone 5 2012 года, а также впервые имеет фронтальную вспышку Retina Flash, которая делает дисплей ярче в три раза по сравнению с его максимально возможная яркость для селфи, датчик распознавания отпечатков пальцев Touch ID 2-го поколения, расширенная поддержка LTE и функция «Привет, Siri» без необходимости подключения к сети. В iPhone 6S также представлена новая аппаратная функция, известная как «3D Touch», которая позволяет нажимать -чувствительный сенсорный ввод. iPhone 6S и iPhone 6S Plus также являются первыми смартфонами, использующими самую быструю флеш-память высокого класса NVM Express (NVMe). 6S и 6S Plus, наряду с SE 1-го поколения, являются единственными iPhone, которые поддерживаются 7-ю основными версиями iOS, от iOS 9 до iOS 15.7.3.
iPhone 6S получил в целом положительные отзывы. В то время как производительность и качество камеры были высоко оценены большинством обозревателей, добавление 3D Touch понравилось одному критику за потенциал совершенно нового взаимодействия с интерфейсом, но не понравилось другому критику за то, что он не предоставил пользователям ожидаемого интуитивного ответа до фактического использования этой функции. Время автономной работы подверглось критике, и один обозреватель утверждал, что камера телефона ненамного лучше, чем у остальных в отрасли. iPhone 6S установил новый рекорд продаж за первые выходные, продав 13 миллионов моделей по сравнению с 10 миллионами iPhone 6 в предыдущем году. Тем не менее, Apple столкнулась с первым квартальным снижением продаж iPhone в годовом исчислении в первые месяцы после запуска, что связано с насыщенным рынком смартфонов в крупнейших странах Apple и отсутствием покупок iPhone в развивающихся странах.

## История

### До анонса
Из-за многократной утечки информации, ещё до официальной презентации был известен внешний вид iPhone 6s, технические характеристики, а также дата начала продаж.
27 августа 2015 года Apple разослала приглашения на предстоящую презентацию новых продуктов, в которой было сказано только: «Siri, дай мне подсказку», на что виртуальный помощник называл дату проведения мероприятия.

### Анонс
Презентация, посвящённая новым продуктам компании, прошла в здании Bill Graham Civic Auditorium, помещение которого рассчитано на 7000 человек.
В ходе презентации были представлены iPad Pro, iPad mini 4, Apple TV 4, iPhone 6s и iPhone 6s Plus. Для новых флагманов были также представлены и обновлённые фирменные кожаные и силиконовые чехлы с несколькими новыми цветами, а также док-станции.

### После анонса
iPhone 6s и iPhone 6s Plus доступны для предзаказа с 12 сентября, а продажи начались 25 сентября среди стран первой волны продаж.

## Отличия от предшественника
iPhone 6s и iPhone 6s Plus отличаются от своих предшественников более мощной аппаратной составляющей, а также экраном с поддержкой 3D Touch, чувствительным к силе нажатия. Размер оперативной памяти был увеличен до 2 Гб.
В кнопку «Домой» установлен улучшенный сканер отпечатка пальца Touch ID 2.0, позволяющий практически мгновенно производить авторизацию на устройстве.
Основная камера имеет разрешение 12 Мп с возможностью съёмки 4К видео с частотой 30 кадров/сек. Фронтальная камера имеет разрешение 5 Мп.
Внешних отличий почти нет, кроме буквы «S» под надписью «iPhone» на задней части устройства.
iPhone 6s и 6s Plus, в отличие от предшественников, выпускаются в четырёх цветах. К стандартным цветам (космическо-серый, серебристый и золотистый) в линейку был добавлен новый — «розовое золото».

## Технические характеристики
iPhone 6s и iPhone 6s Plus основаны на процессоре Apple A9 c сопроцессором M9, отвечающим за геопозицию и гироскоп. Объём оперативной памяти составляет 2 ГБ.
В отличие от своего предшественника, смартфоны получили экран с поддержкой технологии распознавания силы нажатия 3D Touch.
Для более естественной тактильной отдачи используется Taptic Engine, позволяющий имитировать вибрацию разной частоты: от отдельных сильных толчков до высокочастотной вибрации.
Объём аккумулятора составляет 1715 мАч у iPhone 6s и 2750 мАч у iPhone 6s Plus.
Для более высокой стойкости к царапинам, а также изгибу смартфона, при изготовлении корпуса используется сплав алюминия 7000 серии.

## Поступление в продажу
iPhone 6s и iPhone 6s Plus поступили в продажу 25 сентября в США, Канаде, Великобритании, Японии, Франции, Германии, Китае, Сингапуре, Новой Зеландии. Предзаказ в этих странах начался с 12 сентября.
В России (а также в 39 странах мира) старт продаж состоялся 9 октября 2015 года.
С 16 октября продажи начались в Индии и Малайзии.
С 23 октября продажи начались в Турции.
Смартфоны доступны в четырёх цветах: серый космос, серебристый, золото, розовое золото.
Объём памяти составляет 16, 32, 64 и 128 ГБ.
С конца 2016 года объём памяти доступен только в двух вариантах: 32, 128 ГБ.

## Скорость беспроводной связи
| Тип сотовой сети/беспроводной технологии | Класс             | Частоты, на которых работает сеть | Максимальная скорость Downlink (Mbps) | Максимальная скорость Uplink (Mbps) | Современность        |
| ---------------------------------------- | ----------------- | --------------------------------- | ------------------------------------- | ----------------------------------- | -------------------- |
| GPRS                                     | 2G (2.5G)         | 850, 900, 1800, 1900 МГц          | 0.04                                  | Неизвестно                          | Технология устарела  |
| EDGE                                     | 2G (2.75G)        | 850, 900, 1800, 1900 МГц          | 0.38                                  | Неизвестно                          | Технология устарела  |
| UMTS                                     | 3G                | 850, 900, 1900, 2100 МГц          | 3.6                                   | Неизвестно                          | Технология актуальна |
| HSDPA/HSUPA                              | 3G (3.5G)         | 850, 900, 1900, 2100 МГц          | 14.4                                  | 5.7                                 | Технология актуальна |
| HSPA+                                    | 3G (3.75G)        | 850, 900, 1900, 2100 МГц          | 21                                    | 5.7                                 | Технология актуальна |
| DC-HSDPA                                 | 3G (3.95G)        | 850, 900, 1900, 2100 МГц          | 42                                    | 5.7                                 | Технология актуальна |
| CDMA EV-DO Rev. A                        | 3G (3.5G)         | 800, 1900 МГц                     | 3.1                                   | 1.8                                 | Технология актуальна |
| CDMA EV-DO Rev. B                        | 3G (3.5G)         | 800, 1900 МГц                     | 4.9                                   | 2.4                                 | Технология актуальна |
| LTE                                      | 4G (4.0G)         | 800, 1900, 2600 МГц               | 300                                   | 300                                 | Технология актуальна |
| Wi-Fi                                    | 802.11 a/b/g/n/ac | 2,4 ГГц и 5 ГГц                   | 430                                   | 430                                 | Технология актуальна |
| Bluetooth 4.0                            | 802.15.4          | 2,4 ГГц                           | 1.0                                   | 1.0                                 | Технология актуальна |